# USS Iowa (BB-61)
«Айо́ва» (англ. USS Iowa (BB-61)) — головной корабль серии из четырёх линкоров типа «Айова» ВМС США. Назван в честь штата Айова.
Вступил в строй в годы Второй мировой войны, участвовал в войне с Японией на Тихом океане и в Корейской войне. Дважды (в 1951 и 1984 году) был реактивирован после вывода в резерв. Выведен из состава боевых кораблей в 1990 году и долгое время находился на стоянке резервного флота в Суисун-Бей (штат Калифорния). 28 октября 2011 году был отбуксирован в порт Ричмонд, Калифорния для восстановления перед переходом на постоянное место базирования в порту Лос-Анджелеса. Исключён из списков плавсредств 9 июня 2012 года. С 7 июля того же года открыт для доступа в качестве корабля-музея.

## История службы
Линейный корабль «Айова», третий корабль ВМФ США с этим названием, был заложен на Нью-Йоркской военно-морской верфи (New York Navy Yard) 27 июня 1940 года, спущен на воду 27 августа 1942 года, вступил в строй 22 февраля 1943 года под командованием капитана 1 ранга Дж. Маккри (Capt. John L. McCrea).

### Вторая мировая война
24 февраля 1943 года линкор отбыл в испытательное плавание по Чесапикскому заливу и вдоль Атлантического побережья США. 27 августа 1943 года корабль был направлен в Аргентию (о. Ньюфаундленд), чтобы отразить вероятную угрозу со стороны немецкого линкора «Тирпиц», который по сведениям разведки находился в норвежских водах.
В конце 1943 года линкор доставил в Касабланку (Французское Марокко) президента Франклина Рузвельта, направлявшегося на Тегеранскую конференцию союзников. По окончании конференции он доставил президента обратно в США.
2 января 1944 года в качестве флагманского корабля 7-го линейного дивизиона «Айова» отправилась на Тихий океан, где получила боевое крещение во время операции на Маршалловых островах. С 29 января по 3 февраля она поддерживала удары авианосцев контр-адмирала Фредерика Шермана (Rear Admiral Frederick C. Sherman) по атоллам Кваджелейн и Эниветок, а затем удары по японской базе на о. Трук (Каролинские острова). 16 февраля 1944 года вместе с несколькими другими кораблями она отделилась от оперативного соединения для зачистки акватории от японских кораблей, покинувших Трук в северном направлении. 19 февраля линкором потоплен японский крейсер «Катори». 21 февраля в составе авианосного оперативного соединения 58 «Айова» участвовала в первых ударах по Сайпану, Тиниану, Рота и Гуаму в Марианском архипелаге.
18 марта 1944 года линкор под флагом командующего тихоокеанскими линейными силами вице-адмирала Уиллиса Ли (Vice Admiral Willis A. Lee) участвовал в обстреле атолла Мили (Маршалловы острова). Несмотря на попадания двух японских 120-мм снарядов, корабль получил лишь незначительные повреждения. 30 марта он вернулся в состав оперативного соединения 58 для поддержки авианосных ударов островов Палау и Волеаи (Каролинские острова).
С 22 по 28 апреля 1944 года «Айова» участвовала в авианосных рейдах на Холландию, Айтапе и Вакде для поддержки армейских сил в Айтапе, в бухте Танамера и заливе Гумбольдт на Новой Гвинее. Затем в составе ОС 58 она 29—30 апреля 1944 года нанесла второй удар по Труку и 1 мая 1944 года обстреляла японские сооружения на о. Понапе Каролинских островов.
На начальной стадии Марианской операции «Айова» 12 июня 1944 года входила в силы прикрытия авианосцев во время ударов по островам Сайпан, Тиниан, Гуам, Рота и Паган, 13-14 июня участвовала в обстреле японских сооружений на Сайпане и Тиниане. 19 июня во время боя в Филиппинском море, «Айова» в составе линейных сил ОС 58 участвовал в отражении четырёх массированных японских авиаударов, в результате чего японская палубная авиация была практически полностью уничтожена, а затем участвовала в преследовании японских кораблей, сбив один японский торпедоносец персонально и ещё один совместно с другими кораблями.
В июле 1944 года «Айова» оставалась в районе Марианских островов, участвуя в поддержке авиаударов по островам Палау и высадки на о. Гуам. После месячного перерыва «Айова» 17 сентября в составе 3 флота отбыла с Эниветока для поддержки высадки на Пелелиу. Затем она прикрывала авианосцы во время авиаударов по центральным Филиппинам с целью нейтрализации японской авиации накануне вторжения на Филиппинские острова. 10 октября 1944 года «Айова» отбыла к берегам Окинавы для серии авиаударов по о-вам Рюкю и Тайваню. Затем 18 октября она участвовала в поддержке авиаударов по Лусону, а 20 октября — высадки генерала Макартура на Лейте.
Чтобы воспрепятствовать захвату Филиппин, японский флот предпринял три атаки, нацеленных на уничтожение американских десантных сил в заливе Лейте. В составе ОС 38 «Айова» участвовала в отражении удара Центральных сил японского флота, выдвигавшихся из моря Сибуян к проливу Сан-Бернардино. В результате боевых действий японские Центральные силы были разбиты и отступили. Затем «Айова» в составе ОС 38 участвовала в перехвате Северных сил японского флота у мыса Энгано (о. Лусон). 25 октября 1944 года, когда корабли Северных сил находились на дистанции залпа, пришло сообщение, что японские Центральные силы атакуют группу американских эскортных авианосцев у о. Самар. «Айова» была направлена на прикрытие этой группы, однако силы сопровождения до прибытия «Айовы» нанесли японским кораблям значительные повреждения и заставили их отступить. В течение всей последовавшей за этим битвы в заливе Лейте «Айова» оставалась в филиппинских водах, прикрывая авианосцы во время ударов по Лусону и Тайваню. В декабре 1944 года «Айова» отбыла на западное побережье США.
15 января 1945 года «Айова» прибыла в Сан-Франциско для капитального ремонта. 19 марта 1945 года она отбыла на Окинаву, прибыв на место 15 апреля. 24 апреля 1945 года она участвовала в поддержке авианосцев, обеспечивавших воздушное прикрытие высадки американских войск на Окинаву. Затем с 25 мая по 13 июня она участвовала в авиаударах по южной части о. Кюсю (Kyushu). 14—15 июля «Айова» участвовала в ударах по японской метрополии — Муроран (о. Хоккайдо), а 17—18 июля по г. Хитати (о. Хонсю). Затем до самого прекращения боевых действий 15 августа 1945 года «Айова» поддерживала действия авианосных соединений.
29 августа 1945 года в составе оккупационных сил «Айова» вошла в Токийскую бухту и в качестве флагманского корабля адмирала Хэлси 2 сентября участвовала в церемонии подписания японской капитуляции. 20 сентября линкор отбыл из Токийской бухты в США.

### Послевоенное время (1945—1949 годы)
15 октября 1945 года «Айова» прибыла в Сиэтл, а в январе 1946 года вернулась в японские воды в качестве флагманского корабля 5-го флота и служила в этом качестве до 25 марта 1946 года, когда вернулась в США. С марта 1946 года до сентября 1948 года «Айова» действовала у западного побережья США, участвуя в тренировках, учениях и стрельбах в составе тихоокеанского флота. 24 марта 1949 года она была выведена из состава флота.

### Война в Корее (1951—1953 годы)
После начала боевых действий в Корее, «Айова» 25 августа 1951 года вернулась в состав флота под командованием капитана 1 ранга Уильяма Смедберга (Captain William R. Smedberg III). До марта 1952 года она действовала у западного побережья США, а затем отбыла на Ближний Восток.
1 апреля 1952 года «Айова» стала флагманским кораблём командующего 7-м флотом вице-адмирала Роберта Бриско (Vice Admiral Robert T. Briscoe), и отбыла в Йокосуку для поддержки сил ООН в Корее. С 8 апреля по 16 октября участвовала в боевых операциях у восточного побережья Кореи, осуществляя поддержку наземных сил артиллерийским ударами по Сонгджину, Хыннаму и Койо в Северной Корее. После того, как вице-адмирал Дж. Кларк (Vice Admiral J. J. Clark) сменил на посту командующего флотом адмирала Бриско, «Айова» осталась флагманским кораблём до 17 октября 1952 года. 19 октября 1952 года «Айова» отбыла из Йокосуки в Норфолк для капитального ремонта и учебных операций в Карибском море.

### 1953—1958 годы
В июле 1953 года «Айову» использовали для отправки курсантов на морскую подготовку в Северную Европу, затем линкор принял участие в главных учениях НАТО под названием «Операция Маринер» (Operation «Mariner») в качестве флагманского корабля командующего 2-м флотом вице-адмирала Вулфриджа (Vice Admiral E. T. Woolfridge).
По окончании учений и до конца 1954 года «Айова» действовала в районе Вирджиния Кейпс. В сентябре 1954 года она стала флагманским кораблём командующего линейными и крейсерскими силами Атлантического флота контр-адмирала Либби (Rear Admiral R. E. Libby).
С января по апрель 1955 года «Айова» совершила длительное плавание по Средиземному морю в качестве первого линейного корабля, постоянно приписанного к 6-му флоту США. 1 июня 1955 года она отбыла в мичманский круиз, а после него прошла в Норфолке 4-месячный капитальный ремонт. По окончании ремонта «Айова» участвовала в учебном плавании и тактических учениях, а 4 января 1957 года отбыла из Норфолка в Средиземное море в состав 6-го флота. После окончания развёртывания в Средиземном море «Айова» совершила мичманский круиз в Южную Америку, а 13 июня 1957 года участвовала в международном военно-морском ревю в Хэмптон-Роудс.
3 сентября 1957 года «Айова» отбыла к берегам Шотландии для участия в учениях НАТО под названием «Операция „Ответный удар“» (Operation «Strikeback»), а 28 сентября 1957 года вернулась в Норфолк, откуда 22 октября того же года отбыла на военно-морскую верфь в Филадельфии, где 24 февраля 1958 года была выведена из состава флота, тем самым войдя в состав Атлантического резервного флота.

### 1982—1990 годы
В рамках программы «Флот из 600 кораблей» «Айова» была восстановлена и прошла модернизацию в 1982—1984 годах. На корабле, в частности, появились пусковые установки для 16 противокорабельных ракет AGM-84 Harpoon, 32 ракет BGM-109 Tomahawk и 8 дистанционно управляемых разведывательных дронов, заменены некоторые орудия. Модернизация также включала установку новых радаров и систем управления огнём для орудий и ракет, а также улучшенные возможности радиоэлектронной борьбы.
В 1985—1989 гг. «Айова» участвовала в различных учениях в Атлантическом океане и выполняла миссию в Персидском заливе. 20 января 1989 года Айова выпустила 16-дюймовый (406 мм) снаряд на 43,3 км, установив рекорд дальности для 16-дюймовых орудий.
В начале 1990-х годов оборонный бюджет США резко сократился, и линкоры были признаны неэкономичными. В результате «Айова» была выведена из эксплуатации 26 октября 1990 года.

## Награды
«Айова» получила 9 боевых звёзд во время Второй мировой войны и две во время войны в Корее.

## Инциденты
В 1989 году во время стрельб на учениях «FLEETEX 3-89» произошло возгорание порохового заряда одного из орудий главного калибра, повлекшее за собой взрыв. Погибли 47 моряков. Причины возгорания так и не были достоверно установлены, в том числе потому что уже на следующий день башня была полностью очищена и перекрашена, обломки оборудования выброшены за борт. Флот первоначально обвинил одного из матросов в самоубийстве через поджог пороха, однако затем отказался от обвинений.
Другие расследования указали на иной ряд возможных причин. Во-первых, в целях эксперимента использовалось запрещённое сочетание пороха и снаряда. Во-вторых, использованный порох имел высокую чувствительность к механическому воздействию. Механический прибойник (досылатель) орудия заталкивает в казённик снаряд быстро и с большим усилием, а порох медленно, с малым усилием. В случае ошибки неопытного расчёта или неисправности усилие прибойника могло вызвать возгорание пороха.